# Mitridatit
Mitridatit (russisch Митридатит) ist ein eher selten vorkommendes Mineral aus der Mineralklasse der „Phosphate, Arsenate und Vanadate“ mit der chemischen Zusammensetzung Ca2Fe3+3[O2|(PO4)3]·3H2O und damit chemisch gesehen ein wasserhaltiges Calcium-Eisen-Phosphat mit zusätzlichen Sauerstoffionen.
Mitridatit kristallisiert im monoklinen Kristallsystem und entwickelt selten dünntafelige, pseudorhomboedrische Kristalle von bis zu zwei Millimetern Größe mit einem harzähnlichen Glanz auf den Oberflächen. Meist findet er sich allerdings in Form knolliger bis derber Aggregate oder krustiger Überzüge und weist entsprechend matte bis erdige Oberflächen auf. Das durchscheinende bis undurchsichtige Mineral ist von grüner Farbe mit Variationen in Richtung gelblich oder bräunlich bis bräunlichschwarz. Auch rote bis bronzerote Varietäten sind bekannt.

## Etymologie und Geschichte
Erstmals entdeckt wurde Mitridatit in Mineralproben vom Berg Mitridat und aus der Kamysch-Burunski-Bucht nahe Kertsch auf der gleichnamigen Halbinsel in der Autonomen Republik Krim. Eine erste chemische Analyse und Beschreibung des Minerals wurde 1911 von Sergei Platonowitsch Popow (russisch Сергей Платонович Попов, 1872–1964) publiziert:

“Among the phosphates of Kamysh-Burun, there was […] a light green substance that differed markedly from other oxidation products of vivianite by its high calcium content. Most likely, […] it formed after another mineral […]. It appears to be homogeneous under the microscope.”

„Unter den Phosphaten von Kamysh-Burun gab es […] eine hellgrüne Substanz, die sich deutlich von anderen Oxidationsprodukten unterschied von Vivianit aufgrund ihres hohen Calciumgehalts, höchstwahrscheinlich […] entstand sie nach einem anderen Mineral […]. Unter dem Mikroskop scheint sie homogen zu sein.“

Popow gab dem beschriebenen Mineral bzw. der Substanz allerdings keinen Namen. Benannt wurde das Mineral 1914 durch Petro Abramowytsch Dwojtschenko (ukrainisch Петро Абрамович Двойченко, 1883–1945/1946), der es nach dessen Typlokalität am Berg Mitridat benannte. Dieser wiederum ist nach König Mithridates benannt, der in Kertsch regiert haben soll.
Das Typmaterial des Minerals soll in dem nach A. J. Fersman benannten Mineralogischen Museum der Russischen Akademie der Wissenschaften in Moskau (Russland) unter der Sammlungs-Nr. 87594 deponiert sein. Allerdings wird dieser Aufbewahrungsort im Typmineralkatalog der International Mineralogical Association (IMA) nicht bestätigt.

## Klassifikation
In der veralteten 8. Auflage der Mineralsystematik nach Strunz gehörte der Mitridatit zur Mineralklasse der „Phosphate, Arsenate und Vanadate“ und dort zur Abteilung der „Wasserhaltigen Phosphate, Arsenate und Vanadate mit fremden Anionen“, wo er zusammen mit Santafeit und Arseniosiderit die „Santafeit-Arseniosiderit-Gruppe“ mit der System-Nr. VII/D.15 und den weiteren Mitgliedern Calcioferrit, Richellit, Xanthoxenit und Yukonit sowie den inzwischen diskreditierten Mineralen Bořickýit und Foucherit bildete.
Im zuletzt 2018 überarbeiteten und aktualisierten Lapis-Mineralienverzeichnis nach Stefan Weiß, das sich aus Rücksicht auf private Sammler und institutionelle Sammlungen noch nach dieser alten Form der Systematik von Karl Hugo Strunz richtet, erhielt das Mineral die System- und Mineral-Nr. VII/D.30-30. In der „Lapis-Systematik“ entspricht dies ebenfalls der Abteilung „Wasserhaltige Phosphate, mit fremden Anionen“, wo Mitridatit zusammen mit Arseniosiderit, Kolfanit, Pararobertsit, Robertsit, Sailaufit und Xanthoxenit eine eigenständige, aber unbenannte Gruppe bildet.
Auch die seit 2001 gültige und von der IMA bis 2009 aktualisierte 9. Auflage der Strunz’schen Mineralsystematik ordnet den Mitridatit in die Abteilung der „Phosphate usw. mit zusätzlichen Anionen; mit H2O“ ein. Diese ist allerdings weiter unterteilt nach der relativen Größe der beteiligten Kationen und dem Stoffmengenverhältnis der zusätzlichen Anionen (OH usw.) zum Phosphat-, Arsenat- bzw. Vanadatkomplex (RO4), so dass das Mineral entsprechend seiner Zusammensetzung in der Unterabteilung „Mit großen und mittelgroßen Kationen; (OH usw.) : RO4 < 1 : 1“ zu finden ist, wo es als Namensgeber „Mitridatitgruppe“ mit der System-Nr. 8.DH.30 und den weiteren Mitgliedern Arseniosiderit, Kolfanit, Pararobertsit, Robertsit und Sailaufit bildet.
Die vorwiegend im englischen Sprachraum gebräuchliche Systematik der Minerale nach Dana ordnet den Mitridatit ebenfalls in die Klasse der „Phosphate, Arsenate und Vanadate“ und dort in die Abteilung der „Wasserhaltige Phosphate etc., mit Hydroxyl oder Halogen“ ein. Hier ist er zusammen mit Arseniosiderit und Robertsit in der „Mitridatitgruppe“ mit der System-Nr. 42.08.04 innerhalb der Unterabteilung „Wasserhaltige Phosphate etc., mit Hydroxyl oder Halogen mit (AB)7(XO4)4Zq × x(H2O)“ zu finden.

## Kristallstruktur
Mitridatit kristallisiert in der monoklinen Raumgruppe Aa (Raumgruppen-Nr. 9, Stellung 4) mit den Gitterparametern a = 17,55 Å; b = 19,35 Å; c = 11,25 Å und β = 95,8° sowie 12 Formeleinheiten pro Elementarzelle.

## Bildung und Fundorte
Mitridatit bildet sich in der Nähe von oder auf oxidierenden Eisenphosphatmineralen, meist Triphylin oder Vivianit, in granitischen Pegmatiten. Als Begleitminerale können neben den bereits genannten unter anderem noch Apatit, Collinsit, Cyrilovit, Fairfieldit, Heterosit, Hureaulith, Jahnsit, Rockbridgeit und verschiedene Eisenhydroxide auftreten.
Als eher seltene Mineralbildung kann Mitridatit an verschiedenen Fundorten zum Teil reichlich vorhanden sein, insgesamt ist er aber wenig verbreitet. Weltweit sind bisher rund 150 Fundstätten für Mitridatit dokumentiert. Außer an seiner Typlokalität am Berg Mitridat und der Kamysch-Burunski-Bucht nahe Kertsch konnte das Mineral auf der Halbinsel Kertsch nur noch in Mineralproben aus der Ak-Manai-Bucht, der Eisengrube Nowo-Karantinnyi und den Janisch-Takil-Klippen entdeckt werden. Weitere Fundorte auf der Krim und in der Ukraine sind bisher nicht bekannt.
In Deutschland fand sich Mitridatit unter anderem am Hennenkobel (auch Hühnerkobel) bei Rabenstein und dem aufgelassenen Pegmatit-Tagebau Pochermühle bei Kiesau im Landkreis Regen, in natürlichen Aufschlüssen bei Althütte (Waldmünchen), Trutzhofmühle und Hopfau/Erbendorf sowie in der erloschenen Grube Cornelia bei Hagendorf in Bayern; in der Kupfer- und Phosphat-Grube Virneberg (auch Grube St. Josephsberg) bei Rheinbreitbach in Rheinland-Pfalz und in Mineralproben, die 2006 bei Straßenbaumaßnahmen in Emmerichswalde in Sachsen anfielen. Ein weiterer möglicher Fund in der Eisengrube Mark bei Essershausen in Hessen wurde bisher nicht bestätigt.
Der bisher einzige bekannte Fundort in der Schweiz ist ein natürlicher Pegmatit-Aufschluss im Valle di Ponte nahe Brissago TI im Kanton Tessin.
Als herausragende Fundstätte für Mitridatit gelten die Pegmatite von Angarf-Süd bei Ouisselsate Caïdat nahe Amerzgane in der Provinz Ouarzazate in Marokko.
Weitere Fundorte liegen unter anderem in Argentinien, Äthiopien, Australien, Belgien, Brasilien, Chile, Finnland, Frankreich, Griechenland, Italien, Japan, der Demokratischen Republik Kongo, Kanada, Madagaskar, Namibia, auf der Philippineninsel Negros, Polen, Portugal, Rumänien, Russland, Ruanda, Schweden, Spanien, Südafrika, Tschechien, im Vereinigten Königreich (England, Schottland) und in den Vereinigten Staaten von Amerika (Connecticut, Florida, Kalifornien, Maine, Nevada, New Hampshire, North Carolina, South Dakota, Utah).